# Festival 1001 Notes
 (février 2019).
 (mai 2025).
Le Festival 1001 Notes est un festival de musique classique, fondé en 2005 en Limousin par Albin de La Tour. Le festival inclut également la musique ancienne, la musique contemporaine, les musiques actuelles, le jazz, les musiques du monde, etc. Chaque concert propose une première partie d'un jeune musicien ainsi qu'une pièce de musique d'aujourd'hui. Le festival se déplace à Limoges, Saint-Léonard-de-Noblat, Saint-Priest-Taurion, Solignac, Vicq-sur-Breuilh.
La structure 1001 Notes en Limousin organise également une saison de concerts pendant l'année scolaire et produit des disques avec son label discographique Collection 1001 Notes.

## Le Festival 1001 Notes en Limousin

### Historique

#### 2005 à 2008: création de l’association Opus 87
Afin de faire redécouvrir une abbaye du XIe siècle (l'Abbaye du Chalard qui se situe en Haute-Vienne), l’association Opus 87 (fondée par Albin de La Tour et Gaëlle Delahaye) crée les Estivales du Chalard avec 4 concerts. À partir de 2016, le Festival devient itinérant dans des lieux caractéristiques du Limousin : l’Abbaye du Chalard, le Pôle de Lanaud, La Maison du Berger et l’église de Janailhac.

#### 2009 à 2011: le Festival devient 1001 Notes en Limousin
Les Estivales du Chalard se rapprochent de l’été musical de Saint-Robert en Corrèze et devient le Festival 1001 Notes en Limousin, en référence croisée au Plateau de Millevaches et au Contes des mille et une nuits. L’association crée la Collection 1001 Notes par l’opération « Le Maître et l’Élève » avec Raphaël Pidoux, Bruno Philippe et Élodie Soulard dans laquelle un artiste partage son expérience à de jeunes musiciens. L’Été Musical de Saint-Léonard rejoint le Festival 1001 Notes.

#### 2011 à 2015
1001 Notes invite en résidence le compositeur Alexandre Benéteau et propose d’autres styles musicaux : rap, jazz, danse... Il inscrit des premières parties avec des jeunes musiciens. 1001 Notes lance le projet « L’Envol » avec la pianiste Natacha Kudritskaya en 2012, qui vise à accompagner de jeunes solistes dans leur insertion professionnelle [réf. nécessaire].
En 2012 le festival a invité Baptiste Trotignon, Jordi Savall, François-René Duchâble, Xavier de Maistre, avec le parrainage de Jean-François Zygel. 
1001 Notes lance une saison de concert pendant l’année scolaire en coproduction avec les scènes de Limoges : Théâtre de l’Union, Université de Limoges, Fondation la Borie en Limousin. Philippe Jaroussky est invité lors de la saison 2014-2015 [réf. nécessaire].

#### 2016 à 2017
À partir de 2016, 1001 Notes en Limousin est soutenu par la Fondation Orange et la Caisse des Dépôts[réf. nécessaire]. Le festival rend hommage au cinéma lors de sa programmation 2016.
En 2017, Télérama et France Musique deviennent partenaires du festival.
En 2017, le festival invite Marielle et Katia Labèque, Demarquette, Trio Koch, Richard Galliano.

### Les lieux
- Abbatiale de Solignac ;
- Église Saint-Michel des Lions, Limoges ;
- Collégiale de Saint-Léonard-de-Noblat ;
- Espace Cité, Limoges
- Vieux-Château, Vicq-sur-Breuilh
- Parc du Mazeau, Saint-Priest-Taurion
- Patinoire Olympique de Limoges, Limoges

### Invités
Le festival a invité également des artistes comme Yuri Bashmet, Alexandre Tharaud, le trio Wanderer, Chilly Gonzales, Vincent Ségal, etc.

## La Collection 1001 Notes
Depuis 2009, le festival propose un accompagnement à de jeunes artistes, sous forme de résidence, de concerts et d'enregistrement de disque avec le label discographique Collection 1001 Notes. Le festival a ainsi accompagné de nombreux musiciens comme Natacha Kudritskaya, Hermine Horiot, Nicolas Horvath, Gaspard Dehaene, Sélim Mazari, Paul Beynet, Joséphine Olech, Olivier Korber, etc.

### Les réalisations discographiques
- Bach Offenbach Popper (2009) : Raphaël Pidoux (violoncelle), Bruno Philippe (violoncelle), Élodie Soulard (accordéon) / Compositeurs : Bach, Offenbach, Popper
- Danses pour cordes (2010) : Emmanuel Rossfelder (guitare), Raphaël Mata (guitare), Tristan Cornut (violoncelle) / Compositeurs : De Falla, Saint-Saëns, Paganini, Granados
- Souvenirs de Hongrie (2012) : Juliette Hurel (flûte), Joséphine Olech (flûte), Sélim Mazari (piano) / Compositeurs : Doppler, Bartok, Von Dohnanyi, Farkas
- Rameau (2012) :  Natacha Kudritskaya (piano) / Compositeur : Rameau
- Octuorissimo (2013) : Quatuor Debussy, Quatuor Arranoa / Compositeurs : Chostakovitch, Piazzolla, Debussy, Mellits
- Romance Oubliée (2014) : Hermine Horiot (violoncelle), Ferenc Vizi (piano) / Compositeurs : Dvořák, Schumann, Chopin, Liszt
- Aquarium (2015) : Artuan de Lierrée (piano, piano jouet, guitare, batterie...) / Compositeurs : Ravel, Satie, Tchaïkovsky, Saint-Saëns
- À l'Aube (2015) : Vanessa Wagner (piano), Thibault Lebrun (piano) / Compositeurs : Debussy, Schubert, Beethoven, Liszt
- Pentagramme (2016) : Edouard Ferlet (piano), Paul Beynet (piano) / Compositeurs : Khatchatourian, Prokofiev, Rachmaninov[6]
- Fantaisie (2016) : Gaspard Dehaene (piano) / Compositeurs : Bach, Mozart, Schumann, Chopin[7]
- Double Jeu (2018) Olivier Korber / Compositeur : Chopin
- Marco Polo ; le Carnet de Mirages (2018) le Concert de l'Hostel Dieu, Cocteau Mot Lotov, / Compositeur : Kapsberger,  Landi

## La Saison 1001 Notes en Limousin
Série de concerts d'octobre à mai, destinée aux jeunes musiciens.

### Les lieux
- Espace Cité, Limoges
- Centre Culturel Municipal Jean-Gagnant, Limoges
- Athénée Théâtre Louis-Jouvet, Paris